# Wakacyjna miłość (singel)
Wakacyjna miłość – singel polskiej artystki, AGBE, który został wydany 6 lipca 2023.
Nagranie otrzymało w Polsce status platynowej płyty 20 marca 2024.
Singel zdobył ponad 11 milionów wyświetleń w serwisie YouTube oraz ponad 2 miliony odsłuchań w serwisie Spotify.

## Nagrywanie
Utwór został wyprodukowany przez TKM oraz Agnieszkę Brysiak. Za mix/mastering utworu odpowiada TKM. Tekst do utworu został napisany przez TKM oraz Agnieszkę Brysiak.

## Twórcy
- Agnieszka Brysiak – tekst, produkcja, kompozycja, wokale
- TKM – tekst, produkcja, kompozycja, mix/mastering

## Certyfikaty
| Kraj         | Certyfikat      | Data przyznania |
| ------------ | --------------- | --------------- |
| Polska(ZPAV) | platynowa płyta | 20 marca 2024   |